# Friedrich Pourtalès
Friedrich Pourtalès (Oberhofen am Thunersee, 24 ottobre 1853 – Bad Nauheim, 3 maggio 1928) è stato un diplomatico tedesco.
All'inizio della prima guerra mondiale, il 1º agosto 1914, consegnò la dichiarazione di guerra della Germania alla Russia.

## Biografia
Friedrich Pourtalès era nipote del conte Albert von Pourtalès (1812-1861), diplomatico prussiano. Frequentò la scuola militare Ritterakademie di Liegnitz, entrò nell'esercito e poi nel servizio diplomatico.
Nel 1879 fu nominato addetto (in francese attaché) all'ambasciata tedesca a Vienna e nel 1881 era Segretario di legazione a Berlino. Nel 1888, dopo un periodo a Vienna, L'Aia e Parigi, divenne Primo segretario presso l'ambasciata tedesca di San Pietroburgo. Dal 1890 ebbe una carica presso il dipartimento russo del ministero degli Esteri; dal 1899 fu ambasciatore a L'Aia e dal 1902 a Monaco di Baviera.
La sua carriera raggiunse l'apice con la nomina ad ambasciatore tedesco presso la corte imperiale russa dal dicembre del 1907, incarico che lasciò solo il 1º agosto 1914 quando lui stesso consegnò, con le lacrime agli occhi, la dichiarazione di guerra della Germania alla Russia (crisi di luglio). Attraversando la Svezia Portualès fece ritorno in madrepatria dove ricoprì la carica di capo del dipartimento russo del ministero degli esteri per il resto della prima guerra mondiale. In questo periodo egli fu anche consigliere privato dei ministri degli Esteri Gottlieb von Jagow, Arthur Zimmermann e Paul von Hintze.
Morì nel 1928 a Bad Nauheim.

## Opere
- Am Scheidewege zwischen Krieg und Frieden. Meine letzten Verhandlungen in Petersburg zu Ende Juli 1914, 1. Auflage, Charlottenburg, Deutsche Verlagsgesellschaft für Politik und Geschichte, 1919.